# Ascolta, ti racconto di un amore...
Ascolta, ti racconto di un amore... è il secondo album della cantante Romina Power, pubblicato dall'etichetta discografica EMI nel 1974.

## Tracce

### Lato A
1. Introduzione in si minore
2. Amore di una notte
3. Come un bambino
4. Riproviamo ancora
5. Le sirene, le balene ecc.
6. Incomprensione

### Lato B
1. Introduzione in do maggiore
2. Immenso addio
3. Aria libera, aria chiara
4. Tu mi dici che te ne vai
5. Svegliarsi e pensare a te
6. Ninna nanna

## Formazione
- Romina Power – voce
- Maurizio Fabrizio – chitarra
- Gigi Cappellotto – basso
- Andy Surdi – batteria
- Dario Baldan Bembo – tastiera
- Salvatore Fabrizio – chitarra
- Bruno De Filippi – bouzouki, chitarra
- Italo Savoia – percussioni